# Jean-Odéo Demars
Jean-Odéo / Odon Demars, né le 2 février 1695 à Sézanne et mort le 7 novembre 1756 à Paris, est un organiste et claveciniste français du XVIIIe siècle.

## Biographie
En 1726, il obtient le poste d'organiste à l'église Saint-Jacques de la Boucherie à Paris. Plus tard, il est nommé organiste à l'église Saint-Nicolas-du-Chardonnet (il l'est en 1734).
Il épousa Geneviève Françoise Legris le 18 février 1734. Le couple a six enfants vivants au moment de la mort de Jean Odéo / Odon:
- Geneviève Madeleine Demars (1735-?) , fille majeure (1778)
- Hélène-Louise Demars (1736-1778) qui s'illustre comme musicienne et compositrice et épouse en 1758 Jean-Baptiste Venier;
- Odon Jean Louis Demars (1738- décédé avant 1778) qui épouse Marie Rose Canet
- Jeanne Geneviève Demars (1742-?)
- Louise Charlotte Rosalie Demars (1745-1808), qui épouse Claude Chandion-Duparc
- Charles Léopold Demars (1746-?), bourgeois de Paris (1758), adjoint à la place de garde-magasin principal à la Martinique (1778)

On lui doit des cantiques spirituels à l'intention des demoiselles de Saint-Cyr. D'après Fétis, il aurait publié un livre d'orgue considéré comme perdu.

## Son frère cadet
Il est le frère aîné de Charles Demars (28 mai 1702 - 4 mars 1774), dit le cadet, nommé en 1728 organiste de la cathédrale de Vannes en Bretagne, qui est le père de la dlle de Mars choisie comme préceptrice de Félicité Ducrest. En 1735, Charles Demars fait paraître son 1er livre de clavecin. Ce recueil contient 4 suites un peu à la manière de François Couperin et Haendel. La couverture nous apprend qu'il était surnommé « le cadet ».
Ce recueil comprend quatre suites :
- Suite I en La majeur :
  - Prélude
  - Allemande
  - Courante
  - Rondeau
  - Vivement
- Suite II en sol mineur :
  - Prélude
  - Allemande
  - Courante
  - Les Badinages (rondeau)
  - Sarabande
  - Gigue
- Suite III en ré mineur :
  - Prélude
  - Allemande
  - Courante
  - Un peu vivement
  - 2 Airs en rondeau
  - Gigue
- Suite IV en ut mineur :
  - Allemande
  - Courante
  - Air en rondeau et 4 doubles
  - Gigue en rondeau